# Morille
Morille es un municipio y localidad española de la provincia de Salamanca, en la comunidad autónoma de Castilla y León. Se integra dentro de la comarca del Campo de Salamanca (Campo Charro). Pertenece al partido judicial de Salamanca.
Su término municipal, formado por las localidades de Monte Abajo, Morille y La Regañada, ocupa una superficie total de 22,94 km². Cuenta con una población de 224 habitantes (INE 2024).

## Historia
La fundación de Morille se encuadra dentro del proceso de repoblación emprendido en la Edad Media por los reyes de León, quedando integrado en el cuarto de Peña del Rey de la jurisdicción de Salamanca, dentro del Reino de León, denominándose entonces "Moriel". Con la creación de las actuales provincias en 1833, queda encuadrado en la provincia de Salamanca, dentro de la Región Leonesa.
En el siglo XIX, Morille aparece descrito tanto en el Tomo VI del Diccionario geográfico-estadístico de España y Portugal de Sebastián Miñano (en 1826), como en el undécimo volumen del Diccionario geográfico-estadístico-histórico de España y sus posesiones de Ultramar de Pascual Madoz (1845), que recogían una población de 347 y 375 habitantes respectivamente para la localidad.
Ya en el siglo XX, en la década de 1950 se abrieron las minas de Morille, más conocidas como "Mina Alegría", que fueron clausuradas en los años ochenta de dicho siglo en el proceso de reconversión industrial.

## Geografía humana

### Demografía
Cuenta con una población de 224 habitantes (INE 2024).
| Gráfica de evolución demográfica de Morille entre 1842 y 2021                                                         |
| |
| Población de derecho según los censos de población del INE. Población de hecho según los censos de población del INE. |

### Núcleos de población
El municipio se divide en varios núcleos de población, que poseían la siguiente población en 2015 según el INE.
| Núcleo de población | Población |
| ------------------- | --------- |
| Morille             | 246       |
| Monte Abajo         | 4         |
| La Regañada         | 2         |

### Transporte

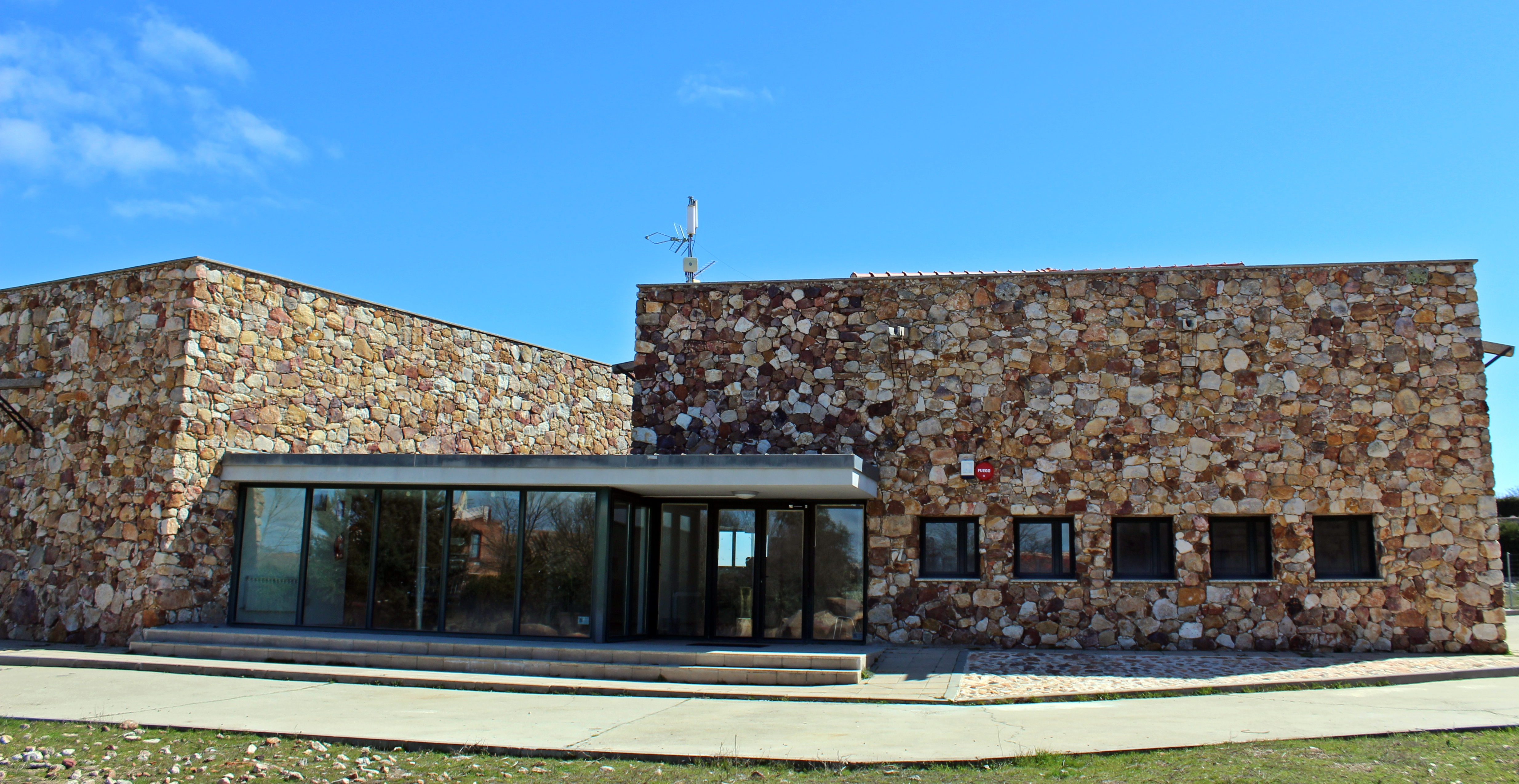
Centro de Promoción y Estudios de la Vía de la Plata y del Viaje.

Pese a encontrarse a escasos kilómetros de la autovía Ruta de la Plata, que une Gijón con Sevilla, siendo un importante eje norte-sur de la península ibérica, el municipio no está bien comunicado por carretera, pues de él parten varios caminos estrechos que son los que comunican con las localidades vecinas, dos de ellos están asfaltados y conectan con las carreteras DSA-206 y DSA-210 que permiten acceder a Guijuelo y Aldeatejada, respectivamente.
En cuanto al transporte público se refiere, tras el cierre de la ruta ferroviaria de la Vía de la Plata, que pasaba por el municipio de Arapiles y contaba con estación en el mismo, no existen servicios de tren en el municipio ni en los vecinos, ni tampoco línea regular con servicio de autobús. Por otro lado el aeropuerto de Salamanca es el más cercano, estando a unos 36 km de distancia.

## Monumentos y lugares de interés
- Iglesia parroquial de El Salvador
- Museo del comercio

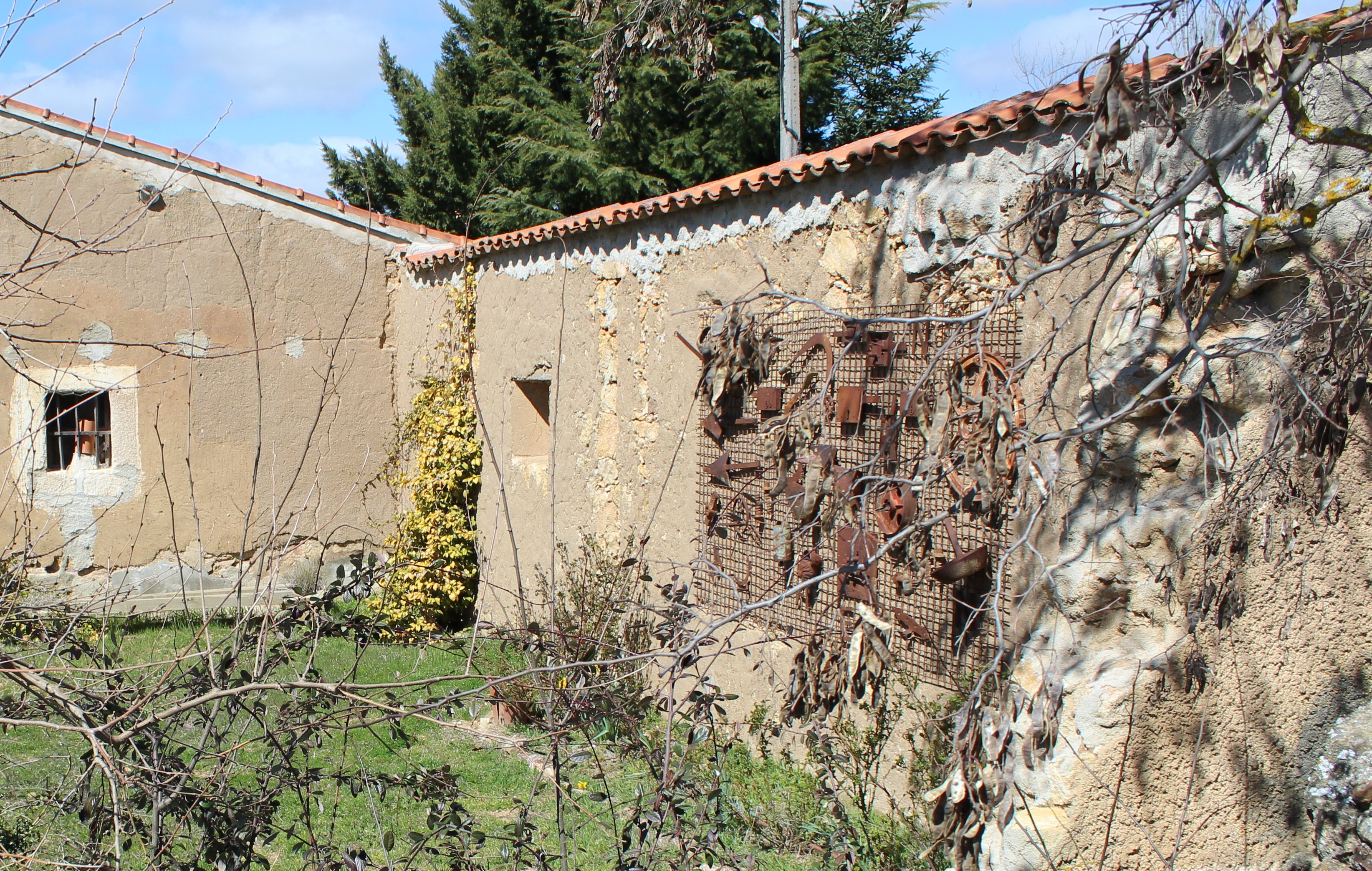
Cementerio de Arte.

- CEVMO (Centro de Promoción y Estudios de la Vía de la Plata y del Viaje)
- Cementerio de arte
- Arquitectura tradicional
- Espacio Serzo Morille

## Administración y política

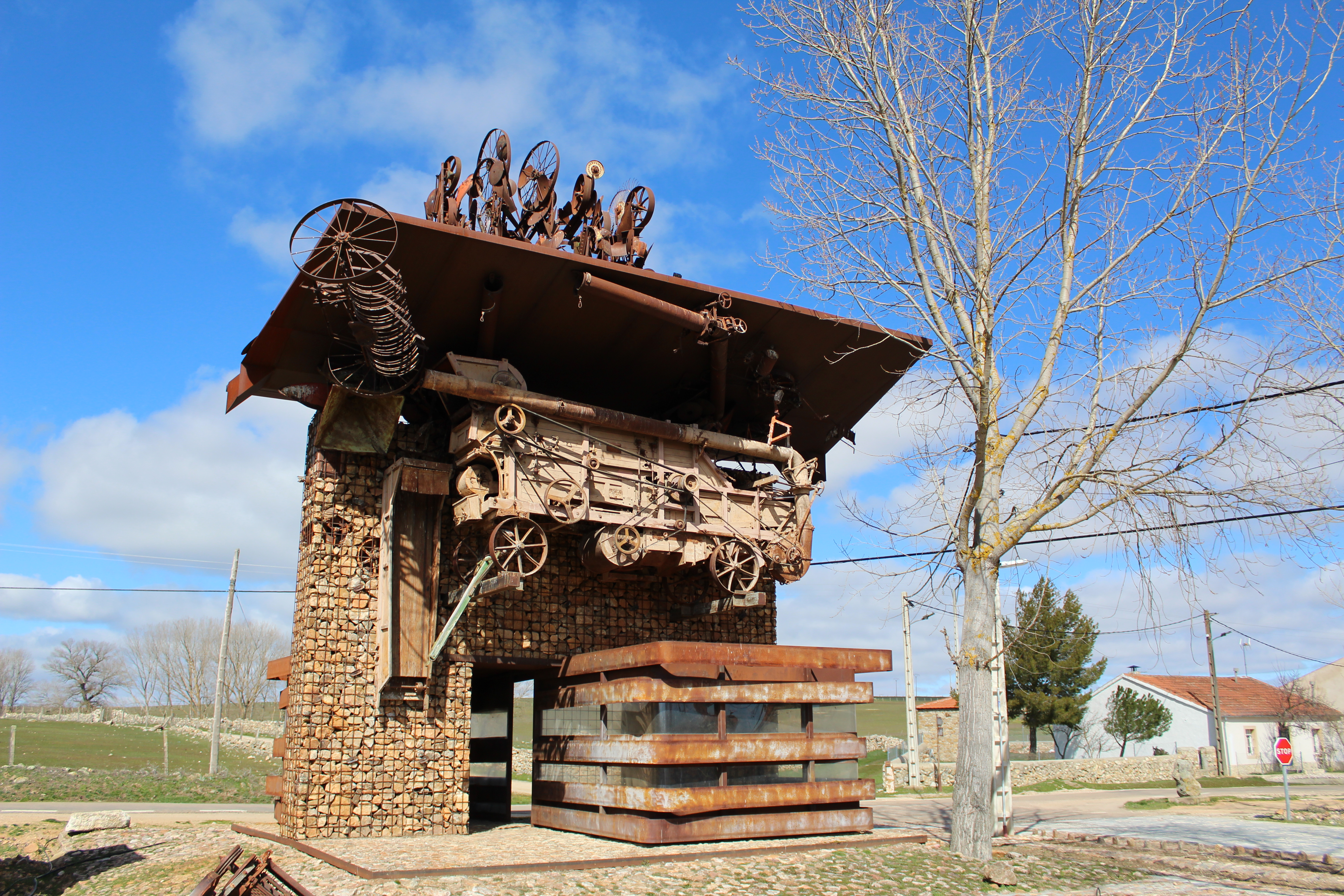
Escultura monumental

| Partido político                         | 2019  | 2019  | 2019       | 2015  | 2015  | 2015       | 2011  | 2011  | 2011       | 2007  | 2007  | 2007       | 2003  | 2003  | 2003       |
| Partido político                         | %     | Votos | Concejales | %     | Votos | Concejales | %     | Votos | Concejales | %     | Votos | Concejales | %     | Votos | Concejales |
| Partido Socialista Obrero Español (PSOE) | 67,03 | 124   | 4          | 67,02 | 128   | 5          | 68,40 | 145   | 5          | 65,95 | 153   | 4          | 51,37 | 94    | 4          |
| Partido Popular (PP)                     | 26,49 | 49    | 1          | 28,27 | 54    | 2          | 27,36 | 58    | 2          | 32,76 | 76    | 1          | 48,09 | 88    | 1          |